# محمد الشراح
محمد الشراح، لاعب كرة قدم كويتي سابق.
و قد كان يلعب مع نادي القادسية الكويتي، وقد سجل هدفين متفرقين في نهائيين لبطولة كأس الأمير في فترة الستينات، وكانا على نادي العربي الكويتي.
و قد أصبح مشرف لنادي القادسية الكويتي لفترة من الزمن بعد أعتزاله.